# Луги (Закарпатская область)
Луги́ (укр. Луги) — село в Богданской сельской общине Раховского района Закарпатской области Украины.
Население по переписи 2001 года составляло 1008 человек. Почтовый индекс — 90647. Телефонный код — 3132. Занимает площадь 1,450 км². Код КОАТУУ — 2123685001.